# Gunhilda de Wessex
Gunhilda de Wessex (fl. 1066-1093) fue una de las hijas de Harold Godwinson y de su primera esposa, Edith Swannesha, que, con toda probabilidad, era la acaudalada Edyth la Hermosa que figura en el Domesday Book.

## Biografía
Después de la muerte de su padre en la batalla de Hastings en 1066, Gunhilda se quedó en Inglaterra y, siguiendo los pasos de su tía, se educó en la abadía de Wilton, un centro de aprendizaje que atraía a un gran número de mujeres de alta alcurnia, tanto inglesas como normandas. Matilde de Escocia recibió su educación en este lugar, junto a su hermana María. En esta abadía también vivió la poetisa Muriel.Y es posible que Gunhilda aprendiera francés aquí.
Según la Vita Wulfstani, cuando aún vivía en Wilton, Gunhilda empezó a quedarse ciega. San Vulstano se enteró de su situación mientras se hallaba de visita y le hizo la señal de la cruz ante sus ojos, con lo que sanó.
Llegó a conocer a Anselmo de Canterbury en cierta ocasión, y, posteriormente, le escribió diciéndole que tenía la intención de llevar una vida religiosa. Sin embargo, en 1093 se fugó con Alan Rufus, que entonces tenía unos 50 años. Según el Danelaw, Gunhilda era la heredera de los derechos de su madre sobre algunos condados, unas propiedades que Alan había adquirido, y quizá fuera este el motivo por el que llamó la atención del noble. Por otra parte, cabe la posibilidad de que fuera por razones políticas, o por amor: en una carta que le envió a Gunhilda por esta época, Anselmo afirmaba que ella y Alan se amaban.
En otra de las cartas que le envió a Gunhilda, Anselmo argüía que, si bien no se había consagrado como monja, había declarado su intención de llevar una vida religiosa y, por ello, debía volver al «hábito de monja». Al parecer, ella le contestó que había hecho esa declaración porque le habían prometido el cargo de abadesa, y que dicha promesa no se había cumplido, por lo que no tenía ninguna obligación de volver.
El historiador Richard Sharpe sostiene que Alan Rufus y Gunhilda tuvieron una hija, Matilda, que fue la esposa de Walter D'Aincourt.
Alan murió poco después de que Gunhilda se fugara con él en 1093. La mujer se instaló con su cuñado, Alan el Negro, que era heredero de las extensas propiedades de su hermano. Anselmo volvió a escribirle para refutar sus argumentos anteriores e instarle a regresar a Wilton.
Se dice que Gunhilda se casó con Alan Niger, y es posible que falleciera antes que él.